# 코디 카슈
코디 카슈(Cody Kasch, 1987년 8월 21일 ~ )는 미국의 배우이다.

## 출연 작품
- 라스트솔져 (2016)
- 드러그 앤 골드 (2015)
- 더 420 무비: 메리 & 제인 (2014)
- 체인 레터 (2010)
- 어사일럼 (2007)
- 위기의 주부들 (2004)
- CSI 라스베가스 시즌1 (2000)